# Ljoebov Nikitina
Ljoebov Igorevna Nikitina (Russisch: Любовь Игоревна Никитина) (Jaroslavl, 21 januari 1999) is een Russische freestyleskiester. Ze nam onder olympische vlag deel aan de Olympische Winterspelen 2018 in Pyeongchang.

## Carrière
Bij haar wereldbekerdebuut, op 20 december 2014 in Peking, scoorde Nikitina direct haar eerste wereldbekerpunten. Een dag later behaalde ze in Peking haar eerste toptienklassering in een wereldbekerwedstrijd. Op de wereldkampioenschappen freestyleskiën 2015 in Kreischberg eindigde de Russische als zevende op het onderdeel aerials. In december 2016 stond Nikitina in Beida Lake voor de eerste maal in haar carrière op het podium van een wereldbekerwedstrijd. In de Spaanse Sierra Nevada nam ze deel aan de wereldkampioenschappen freestyleskiën 2017. Op dit toernooi eindigde ze als twaalfde op het onderdeel aerials. Tijdens de Olympische Winterspelen van 2018 in Pyeongchang eindigde de Russin als zevende op het onderdeel aerials.
Op de wereldkampioenschappen freestyleskiën 2019 in Park City veroverde Nikitina de zilveren medaille op het onderdeel aerials, in de aerials landenwedstrijd sleepte ze samen met Stanislav Nikitin en Maksim Boerov de bronzen medaille in de wacht.

## Resultaten

### Olympische Spelen
| Jaar | Plaats      | Resultaten |
| ---- | ----------- | ---------- |
| 2018 | Pyeongchang | 7e Aerials |

### Wereldkampioenschappen
| Jaar | Plaats        | Resultaten             |
| ---- | ------------- | ---------------------- |
| 2015 | Kreischberg   | 7e Aerials             |
| 2017 | Sierra Nevada | 12e Aerials            |
| 2019 | Park City     | Aerials · Aerials team |

### Wereldbeker
Eindklasseringen
| Seizoen   | Algm | AE  |
| --------- | ---- | --- |
| 2014/2015 | 59e  | 16e |
| 2015/2016 | 82e  | 18e |
| 2016/2017 | 25e  | 5e  |
| 2017/2018 | 73e  | 16e |
| 2018/2019 | 68e  | 13e |
| 2019/2020 | 57e  | 14e |